# Kopaniec (województwo mazowieckie)
Kopaniec – wieś w Polsce, w województwie mazowieckim, w powiecie pułtuskim, w gminie Zatory. Ma status sołectwa.
Do 2023 miejscowość była przysiółkiem wsi Stawinoga.
W latach 1975–1998 przysiółek należał administracyjnie do województwa ostrołęckiego.